# Music from The Body
Music from The Body – muzyka skomponowana na potrzeby filmu dokumentalnego The Body (reż. Roy Battersby) przez Rona Geesina przy współudziale Rogera Watersa.

## Geneza płyty
Film powstał na fali popularności bestselerowej książki popularnonaukowej pt. The Body autorstwa Anthony’ego Smitha wydanej w 1968 r. Książka w sposób niekonwencjonalny opisuje zagadnienia dotyczące wszystkich aspektów organizmu ludzkiego, podając ogromną liczbę ciekawostek. Tuż po ukazaniu się książki w 1969 r. Tony Garnett i Roy Battersby zapragnęli nakręcić wersję filmową. Za stronę muzyczną odpowiedzialny był Ron Geesin, mający już w dorobku muzykę do filmów dokumentalnych. Ponieważ producenci chcieli mieć w filmie coś więcej niż tylko kolaże i krótkie wstawki dźwiękowe, Geesin zaproponował współpracę Watersowi, który miał napisać kilka piosenek. Na początku 1970 r. materiał był gotowy. Jednak dla dystrybutorów film okazał się zbyt radykalny i wraz ze ścieżką dźwiękową, uległ radykalnym cięciom.

## O muzyce
- Wydana w 1970 roku płyta zawierała komplet utworów, zarejestrowanych dla potrzeby obrazu, lecz nagranych na nowo, uzupełnionych całkiem nowymi fragmentami.
- Piosenki i miniatury okraszone były całą gamą naturalistycznych dźwięków, będących wytworem fizjologii ciała ludzkiego. Pod tym względem jest to płyta pionierska.
- W utworze Give birth to a smile jako muzycy sesyjni wystąpili wszyscy członkowie Pink Floyd, choć nie zostali wymienieni na płycie.
- Utwór Breathe zaczyna się słowami Breathe in the air... podobnie jak utwór o tym samym tytule z płyty The Dark Side Of The Moon[4]

## Spis utworów
1. Our song (Geesin/Waters) (1:34)
2. Sea shell and stone (Waters) (2:08)
3. Red stuff writhe (Geesin) (1:19)
4. A gentle breeze blew through life (Geesin) (1:12)
5. Lick your partners (Geesin) (0:35)
6. Bridge passage for three plastic teeth (Geesin) (0:34)
7. Chain of life (Waters) (3:59)
8. The womb bit (Geesin/Waters) (2:06)
9. Embryo thought (Geesin) (0:40)
10. March past of the embryos (Geesin) (1:14)
11. More than seven dwarfs in Penis-Land (Geesin) (2:00)
12. Dance of the red corpuscles (Geesin) (2:07)
13. Body transport (Geesin/Waters) (3:14)
14. Hand dance – Full evening dress (Geesin) (1:04)
15. Breathe (Waters) (2:50)
16. Old folks ascension (Geesin) (3:46)
17. Bed-Time-Dream-Clime (Geesin) (2:03)
18. Piddle in perspex (Geesin) (0:57)
19. Embryonic womb-walk (Geesin) (1:21)
20. Mrs. Throat goes walking (Geesin) (2:06)
21. Sea shell and soft stone (Geesin/Waters) (1:56)
22. Give birth to a smile (Waters) (2:43)